# Acrolophus garleppi
Acrolophus garleppi är en fjärilsart som beskrevs av Druce 1901. Acrolophus garleppi ingår i släktet Acrolophus och familjen Acrolophidae. Inga underarter finns listade i Catalogue of Life.